# Jan Žibrat
Jan Žibrat (* 4. April 1992 in Ljubljana) ist ein slowenischer Tischtennisspieler. Derzeit steht er beim TTC Wöschbach unter Vertrag, zuvor war er beim ASV Grünwettersbach aktiv. Er ist Linkshänder und verwendet die europäische Shakehand-Schlägerhaltung.
Der Slowene konnte unter anderem 2017 Bronze bei der Europameisterschaft mit der Mannschaft gewinnen, sowie drei Medaillen bei Schüler- und Jugendeuropameisterschaften, etwa bei der Jugend-EM Bronze im Einzel und im Doppel mit Patrick Franziska. Bis Februar 2020 nahm Žibrat an zehn Weltmeisterschaften teil.

## Turnierergebnisse
| Verband | Veranstaltung               | Jahr | Ort                 | Land | Einzel     | Doppel        | Mixed      | Team |
| ------- | --------------------------- | ---- | ------------------- | ---- | ---------- | ------------- | ---------- | ---- |
| SVN     | Weltmeisterschaft           | 2019 | Budapest            | HUN  | letzte 128 | Qual.         | Qual.      |      |
| SVN     | Weltmeisterschaft           | 2018 | Halmstad            | SWE  |            |               |            | 17   |
| SVN     | Weltmeisterschaft           | 2017 | Düsseldorf          | GER  |            | letzte 64     | Qual.      |      |
| SVN     | Weltmeisterschaft           | 2016 | Kuala Lumpur        | MAS  |            |               |            | 37   |
| SVN     | Weltmeisterschaft           | 2015 | Suzhou              | CHN  | letzte 128 | letzte 64     | letzte 128 |      |
| SVN     | Weltmeisterschaft           | 2014 | Tokio               | JPN  |            |               |            | 29   |
| SVN     | Weltmeisterschaft           | 2013 | Paris               | FRA  | Qual.      | letzte 64     | letzte 128 |      |
| SVN     | Weltmeisterschaft           | 2012 | Dortmund            | GER  |            |               |            | 24   |
| SVN     | Weltmeisterschaft           | 2010 | Moskau              | RUS  |            |               |            | 26   |
| SVN     | Weltmeisterschaft           | 2007 | Zagreb              | HRV  |            | letzte 64     |            |      |
| SVN     | Challenge Series            | 2017 | Brüssel             | BEL  | letzte 16  | Viertelfinale |            |      |
| SVN     | Europameisterschaft ETTU    | 2018 | Alicante            | ESP  | Qual.      | Qual.         |            |      |
| SVN     | Europameisterschaft ETTU    | 2017 | Luxemburg           | LUX  |            |               |            | 3    |
| SVN     | Europameisterschaft ETTU    | 2015 | Jekaterinburg       | RUS  | Qual.      | letzte 32     |            | 25   |
| SVN     | Europameisterschaft ETTU    | 2014 | Lissabon            | POR  |            |               |            | 21   |
| SVN     | Europameisterschaft ETTU    | 2013 | Schwechat           | AUT  | Qual.      | letzte 32     |            | 18   |
| SVN     | Europameisterschaft ETTU    | 2012 | Herning             | DEN  | Qual.      | Qual.         |            |      |
| SVN     | Europameisterschaft ETTU    | 2011 | Gdańsk-Sopot        | POL  | letzte 128 | letzte 64     |            | 12   |
| SVN     | Europameisterschaft ETTU    | 2010 | Ostrava             | CZE  | letzte 64  | letzte 32     |            | 17   |
| SVN     | Europameisterschaft ETTU    | 2009 | Stuttgart           | GER  | Qual.      | letzte 64     |            | 14   |
| SVN     | Europameisterschaft ETTU    | 2008 | St. Petersburg      | RUS  | letzte 128 | letzte 64     |            | 18   |
| SVN     | Jugend-Weltmeisterschaft    | 2010 | Bratislava          | SVK  | letzte 32  |               | letzte 16  |      |
| SVN     | Jugend-Weltmeisterschaft    | 2009 | Cartagena de Indias | COL  |            |               | letzte 64  |      |
| SVN     | Jugend-Weltmeisterschaft    | 2008 | Madrid              | ESP  | letzte 64  |               | letzte 32  |      |
| SVN     | Jugend-Europameisterschaft  | 2010 | Istanbul            | TUR  | Halbfinale | Halbfinale    | letzte 64  | 16   |
| SVN     | Jugend-Europameisterschaft  | 2009 | Prag                | CZE  | letzte 32  | letzte 16     | letzte 32  | 21   |
| SVN     | Jugend-Europameisterschaft  | 2008 | Terni               | ITA  | letzte 16  | letzte 64     | letzte 64  | 21   |
| SVN     | Schüler-Europameisterschaft | 2007 | Bratislava          | SVK  | letzte 32  | Viertelfinale | letzte 128 | 18   |
| SVN     | Schüler-Europameisterschaft | 2006 | Sarajevo            | BIS  | letzte 64  | Silber        | letzte 32  | 25   |
| SVN     | Schüler-Europameisterschaft | 2005 | Prag                | CZE  | letzte 64  | letzte 32     | letzte 64  | 29   |